# Lasiurus scindicus
Genre
Espèce
Lasiurus scindicus est une espèce de plantes monocotylédones de la famille des Poaceae, sous-famille des Panicoideae, originaire d'Afrique et d'Inde. C'est la seule espèce acceptée du genre Lasiurus (genre monotypique).

## Synonymes
Selon Catalogue of Life (28 mai 2017) :
- Coelorachis hirsuta Brongn., nom. superfl.
- Elionurus hirsutus (Vahl) Munro ex Benth., nom. superfl.
- Ischaemum hirsutum Nees ex Steud.,
- Ischaemum mastrucatum Trin., nom. superfl.
- Lasiurus ecaudatus Satyanar. & Shank.
- Lasiurus hirsutus Boiss., nom. superfl.
- Lasiurus hirsutus subsp. arabicus Chrtek
- Manisuris hirsuta Kuntze, nom. superfl.
- Rottboellia hirsuta Vahl, nom. superfl.
- Saccharum hirsutum Forssk.
- Tripsacum aegilopoides (Forssk.) Kunth,
- Tripsacum hirsutum (Vahl) Raspail
- Triticum aegilopoides Forssk.